# Шаповаловка (Ростовская область)
Шапова́ловка — посёлок в Обливском районе Ростовской области.
Входит в состав Каштановского сельского поселения.

## Население
| 2010 |
| ---- |
| 141  |

## Улицы
| - ул. Водопроводная, - ул. Молодёжная, | - ул. Центральная, - ул. Школьная. |